# 小行星2932
小行星2932（2932 Kempchinsky）是一颗围绕太阳公转的小行星。1980年10月9日，卡羅琳·舒梅克在帕洛马山发现了此天体。
該小行星以舒梅克的媳婦寶拉·坎普欽斯基（Paula Kempchinsky）命名。
这颗小行星的绝对星等为198.69819等。